# Десаи, Мегхнад
Мегхнад Десаи, барон Десаи (англ. Meghnad Desai, Baron Desai; 10 июля 1940, Барода, Британская Индия — 29 июля 2025) — индийский и английский экономист, один из разработчиков ИРЧП — индекса развития человеческого потенциала.
Учился в Бомбейской школе экономики; доктор философии (1963) Пенсильванского университета. Преподавал в Лондонской школе экономики. В 1992 году основал Центр исследования глобального управления (Лондон), которым руководил до 2005 года.
Титул барона получил в 1991 году.
Умер 29 июля 2025 года в возрасте 85 лет.

## Основные произведения
«Месть Маркса: Возрождение капитализма и смерть государственного социализма» (англ. Marx’s Revenge: The Resurgence of Capitalism and the Death of Statist Socialism, 2002 год).